# Говахт
Говахт (нім. Hohwacht) — громада в Німеччині, розташована в землі Шлезвіг-Гольштейн. Входить до складу району Плен. Складова частина об'єднання громад Лютьєнбург.
Площа — 8,77 км2. Населення становить 852 ос. (станом на 31 грудня 2020).

## Галерея

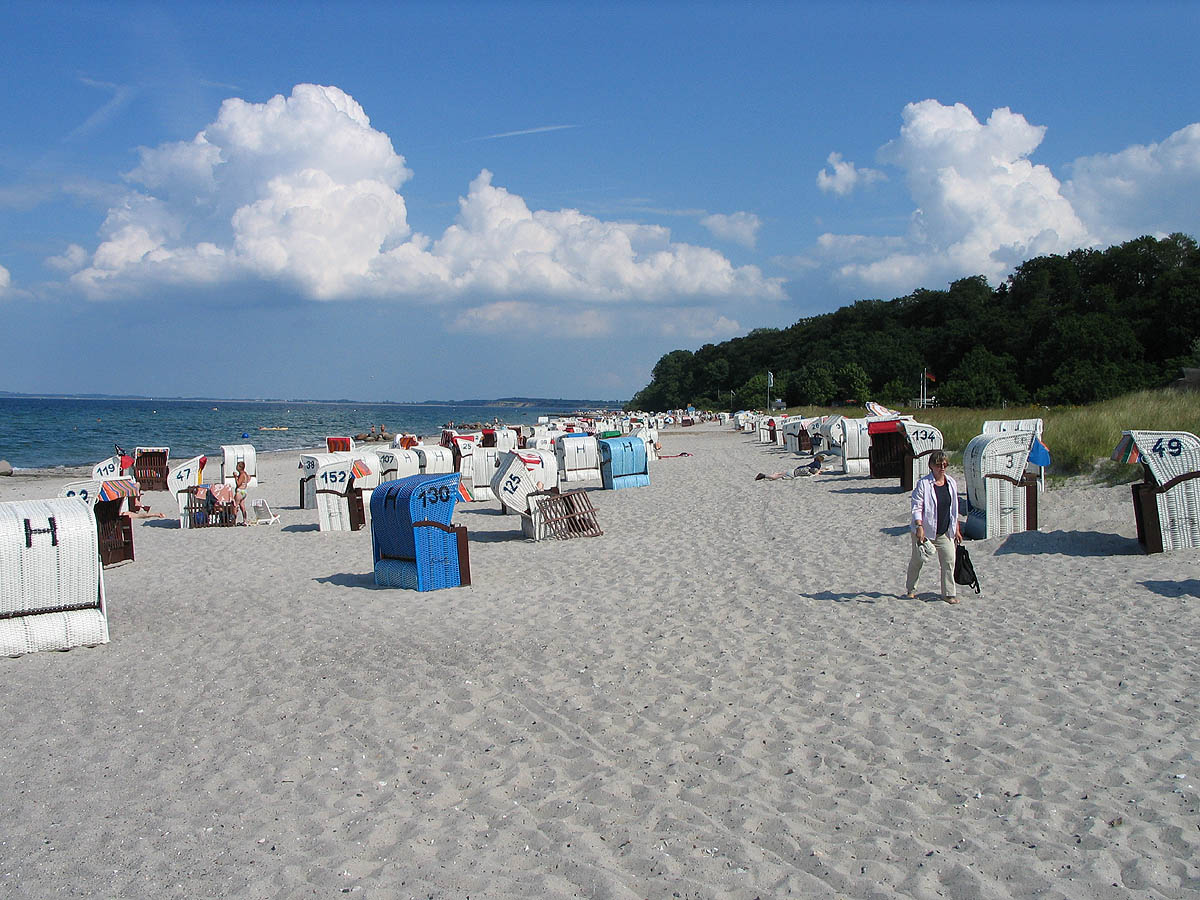
Місцевий пляж
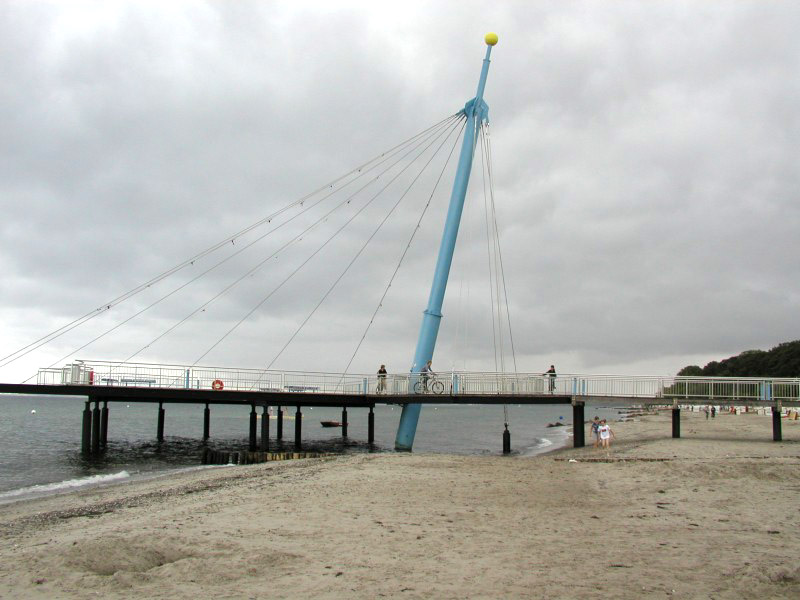
Оглядовий майданчик Flunder
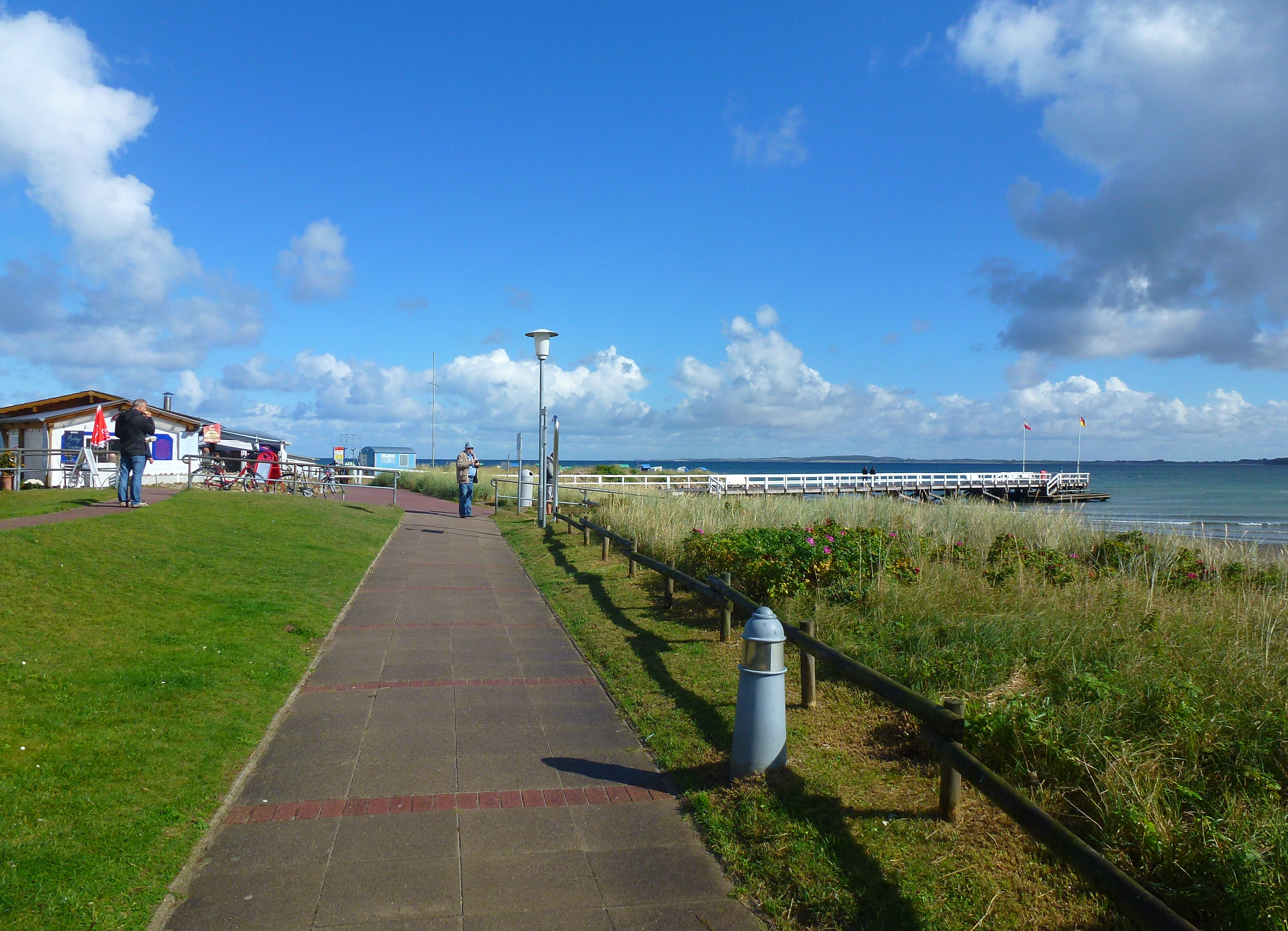
Пляжна набережна та пристань
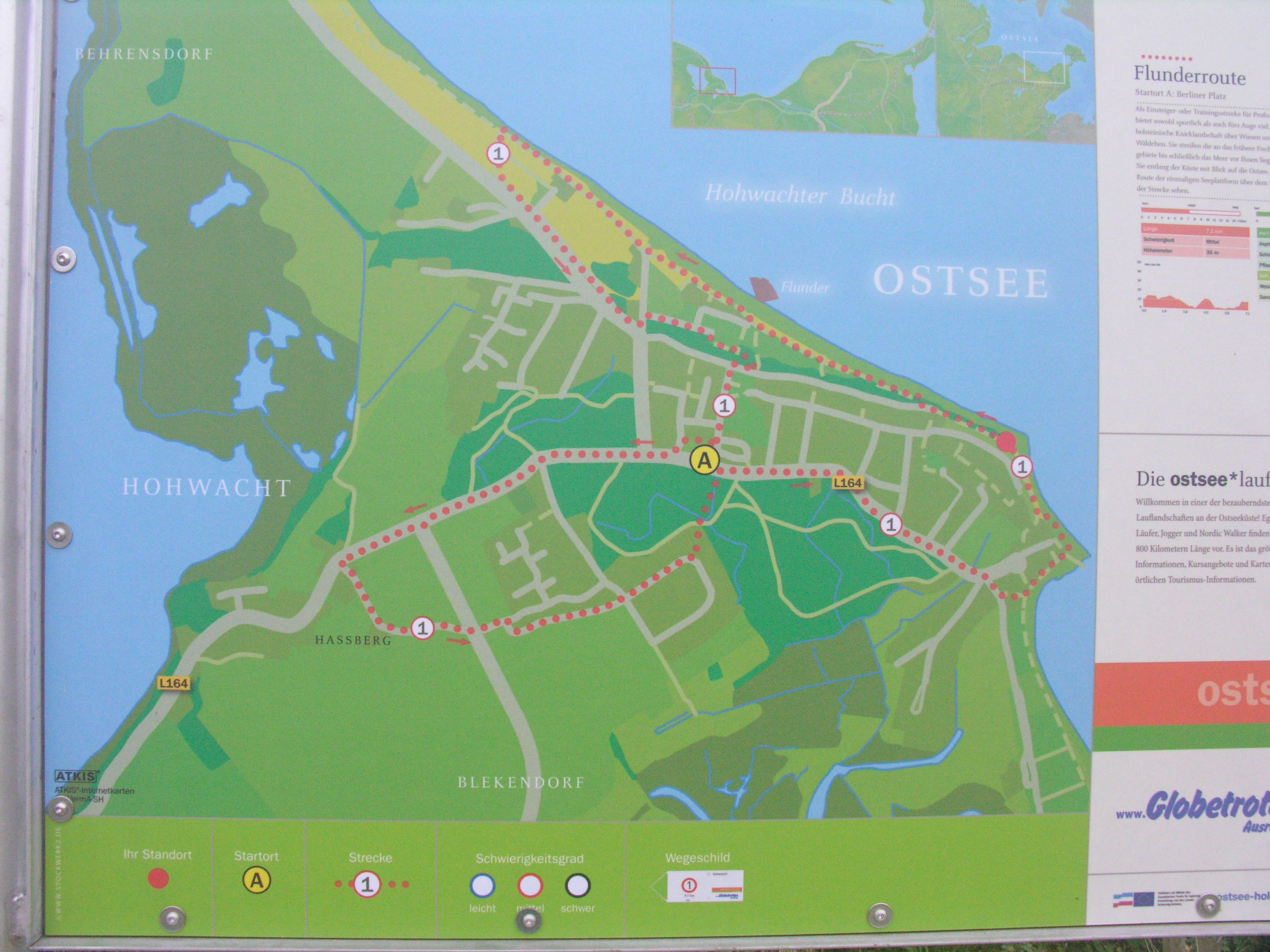
Карта околиці